# Gilbert Arenas
Gilbert Jay Arenas Jr. (Tampa, Florida, 6 de enero de 1982) es un exjugador de baloncesto estadounidense que disputó 11 temporadas en la NBA. Con su 1,93 de estatura jugaba en la posición de base.
Pese a que fue elegido en el puesto 31 en la 2.ª ronda del draft de 2001 por Golden State Warriors, pronto se convirtió en una de las estrellas de la NBA, y en 2003 recibió el premio al Jugador con mayor progresión de la NBA. Fue All-Star en tres ocasiones (de 2005 a 2007) y en otras tantas ha sido elegido en los Mejores Quintetos de la NBA.
Arenas es apodado «Agent Zero», pero también ha sido denominado como «Hibachi», por que el mismo lo pronunciaba antes de la lanzar tiros libres.

## Trayectoria deportiva

### High School
Gilbert se matriculó en el Birmingham High School, donde jugó bien hasta que el entrenador dejó de contar con él porque había llegado, según él, a su límite como jugador. Después de esto se marchó al Grant High School en Van Nuys, donde tenía un paseo largo de autobús para llegar. Siendo el más joven de su clase, con 14 años y midiendo 1,75, Gilbert no tenía apariencia de estrella, pero en poco tiempo demostró sus habilidades con el balón. Arenas asumió el puesto de titular con el entrenador Howard Levine y en su temporada sophomore se convirtió en uno de los jugadores más destacados de la competición. A pesar de su talento, Arenas nunca dejaba de trabajar, de mejorar y de inventar cosas nuevas. Gilbert fue votado como Jugador del Año en Valley Pac-8 como sophomore, además del galardón Los Angeles All-City. Premios que repitió en su año júnior y sénior.
En su temporada júnior, Gilbert, que medía ahora 1,90, se fue hasta casi los 30 puntos de media. Tras acabar la temporada jugó con el equipo de Sylmar High School en la liga de verano, que competía con equipos de Compton y Domínguez, en el sur de Los Ángeles. Ante el miedo de perder a su estrella, el entrenador de Grant, Levine, esperaba convencer a Gilbert para que continuara con ellos. Al final, Arenas continuó en el equipo en lo que sería su última temporada allí. En su año sénior, Gilbert habló con los entrenadores de la Universidad de UCLA. Tanto Arenas como su padre habían soñado en que Gilbert vistiera la camiseta de los Bruins. Al final, por una serie de circunstancias, no se pudo confirmar el traspaso. UCLA dudaba de su actitud, de su rendimiento académico y su fichaje por los Bruins estaba pendiente de que Carlos Boozer llegara al equipo o no (al final se decantó por Duke Blue Devils). Arenas tuvo sobre la mesa ofertas de DePaul, Kansas State y Arizona. Finalmente se decidió por Arizona, ya que antes de su temporada sénior, incluso antes de negociar con UCLA, Arenas se había comprometido con el entrenador Lute Olson y con su asistente Ray Tention para jugar con los Wildcats. A la postre, los Bruins se arrepentirían de su decisión, y Arenas se encargaría de recordárselo cada vez que se enfrentaran.
Gilbert terminó su última campaña en Grant promediando 33,4 puntos, 7,9 rebotes, 3 asistencias y 4,6 robos. Acabó su carrera con más de 2.000 puntos y fue declarado como el mejor anotador del Valle de San Fernando.

### Universidad
Arenas llegó a unos Wildcats que estaban reconstruyendo el equipo después de haber perdido un par de años atrás a sus estrellas, Michael Dickerson, Mike Bibby y Miles Simon, camino de la NBA. Sin embargo, en Arizona, Gilbert se encontró con uno de los equipos con más talento en la historia de la NCAA. A su presencia hay que añadir jugadores de la talla de Jason Gardner, Richard Jefferson, Loren Woods, Luke Walton y Michael Wright. El titular en el puesto de Arenas era Rubén Douglas, a quien Gilbert le había hecho 49 puntos en un partido de instituto. Arenas hizo la audaz predicción de declarar que mediada la temporada se haría con el puesto de titular. Todo esto siendo un freshman. Y así fue, unas semanas después, Douglas se marchó a New Mexico State Aggies.
En el debut de Arenas en el Pepsi Red-Blue de pretemporada, anotó 22 puntos. Un par de semanas después, y aún en pretemporada, fue elegido MVP del prestigioso National Invitation Tournament (NIT), después de anotar 20 puntos y robar 5 balonces frente a Kentucky Wildcats en la final.
No obstante, Arenas se tuvo que acostumbrar a no ser la primera referencia del equipo en ataque, algo que si sucedía en Grant High School. En su primer encuentro frente a UCLA, Gilbert anotó 20 puntos. Días más tarde, fue elegido Jugador de la Semana en la Pac-10. Los Widcats quedaron eliminados en la 2.ª ronda del torneo NCAA tras caer ante Wisconsin, después de que Arizona entrara como primer cabeza de serie en la región Oeste. Arenas fue el más destacado con 21 puntos, pero Jefferson y Woods llegaron a la cita tocados por sendas lesiones y no estuvieron a pleno rendimiento. El año para Arenas terminó de manera muy positiva, promediando 15,4 puntos, 4,1 rebotes, 2,1 asistencias y 2,1 robos.
A pesar de que el equipo quedó eliminado antes de lo esperado, Arizona tenía equipo suficiente para aspirar al campeonato. Sin embargo, la temporada no comenzó con buenas noticias. Bobbi Olson, la mujer del entrenador, se estaba muriendo de cáncer. Bobbi era una madre para el equipo, y la noticia fue devastadora para los jugadores y para Lute Olson. Debido a eso el equipo tuvo un mal comienzo. Finalmente, Bobbi murió el día de año nuevo.
Gilbert y sus compañeros se habían propuesto dedicarle esta temporada a ella, por lo que el equipo sacó energía para ganar 20 de los siguientes 23 encuentros. En aquella temporada 2000-01, Arenas firmó 16,2 puntos, 3,6 rebotes, 2,3 asistencias y 1,8 robos en 29 minutos, tres menos que el año pasado. Arizona entró como segundo cabeza de serie de la región Medioeste. En la final regional frente a Illinois, Gilbert anotó 16 de los primeros 24 puntos de Arizona, y 18 en total en la primera mitad. Acabó con 21 puntos y decidió Gardner al final. Arizona volvía a una Final Four tras su campeonato en 1997.
En la Final Four se encontraron en Semifinales frente a Michigan State. Gilbert fue la clave del triunfo en defensa con 6 robos. En uno de los robos, Zach Randolph se chocó con el pecho de Arenas. En la Final frente a Duke, Gilbert aún sentía bastante dolor en la zona. Por la mañana, el propio Arenas comentó que pensó que no podría levantarse de la cama. Arenas estuvo desafortunado, anotando 10 puntos con malos porcentajes (4-17 en tiros de campo). Arizona cayó por 82-72 ante unos Blue Devils que contaban con una plantilla con jugadores del renombre de Shane Battier, Jay Williams, Mike Dunleavy Jr., Carlos Boozer y Chris Duhon.
Arenas decidió entonces dar el salto a la NBA, cuando aún le restaban dos años para terminar su ciclo universitario. Lute Olson declaró que era demasiado pronto para tomar esa decisión. Aunque Arenas lideró a Arizona en puntos, muchos scouts consideraron que era demasiado joven aún, que no tenía físico para tener impacto jugando de escolta, y su alegría para jugar de base, no iban a jugar a su favor. Gilbert, sin embargo, pensó que podía ser un jugador de lotería en el draft, pero pronto se iba a ver que su posición iba a caer más abajo de lo que él esperaba.

#### Estadísticas
| Año     | Equipo  | PJ | PT | MPP  | %TC  | %3P  | %TL  | RPP | APP | ROB | TPP | PPP  |
| ------- | ------- | -- | -- | ---- | ---- | ---- | ---- | --- | --- | --- | --- | ---- |
| 1999–00 | Arizona | 34 | 31 | 32.1 | .453 | .292 | .750 | 4.1 | 2.1 | 2.1 | 0.3 | 15.4 |
| 2000–01 | Arizona | 36 | 33 | 29.0 | .479 | .416 | .724 | 3.6 | 2.3 | 1.8 | 0.2 | 16.2 |
| Total   | Total   | 70 | 64 | 30.5 | .466 | .361 | .738 | 3.8 | 2.2 | 1.9 | 0.2 | 15.8 |

### NBA

#### Golden State Warriors
El día del draft del 2001, Arenas vio como su sueño de ser elegido en 1.ª ronda se esfumaba. La tensión crecía en Arenas, que tuvo que llamar llorando al técnico que le llevó a Arizona, Tention, para desahogarse. Mientras Tention intentaba calmarle, se oyeron buenas noticias, ya que Arenas había sido seleccionado en el puesto 31 de 2.ª ronda por Golden State Warriors. Arenas se serenó y lanzó la misma predicción que cuando recaló en los Wildcats, que a mediados de temporada sería titular.
Dave Cowens fue reemplazado por Brian Winters cuando llevaba 8 victorias y 15 derrotas. A este no le gustaban los jugadores que no completaban su ciclo universitario y le dejó claro a Arenas que no iba a contar con él a pesar del récord nefasto del equipo.
Arenas trabajaba duro en los entrenamientos, fue capaz incluso de conseguir una llave del pabellón de entrenamiento de los Warriors para ir a practicar por la noche. Además, participaba en partidos de playground locales poniendo en riesgo su contrato de 850.000 dólares. Arenas se llevó otra decepción al ver que no sería elegido para disputar el encuentro de rookies y sophomores. Esa decepción tenía su origen en que iban a estar partícipes jugadores a los que Arenas había dominado en la universidad, y eso le frustraba. Sin posibilidades de playoffs, Winters preguntó a Arenas si le gustaría llevar la dirección del equipo en ataque. Nunca le había interesado jugar de base, pero eran minutos al fin y al cabo, algo de lo que no había gozado hasta el momento.
Acabó la temporada en 10,9 puntos, 2,8 rebotes y 3,7 asistencias, números muy productivos. Como titular, sus promedios fueron de 14,1 puntos y 5,1 asistencias. Fue elegido rookie del mes de abril tras firmar 16,6 puntos, 4,8 rebotes, 6,1 asistencias y 2 robos en nueve partidos. En aquella temporada, durante un viaje a Miami para jugar ante Miami Heat, volvió a ver a su madre.
Para la temporada 2002-03, los Warriors ya no contaban en sus filas con Larry Hughes, pero habían seleccionado en el draft a Mike Dunleavy, en lugar de Jay Williams, lo cual podía suponer una muestra de confianza en Gilbert. Arenas tomó un curso rápido de base viendo cintas de Mike Bibby y Damon Stoudamire. Eric Musselman era el nuevo entrenador del equipo, y Arenas, que tenía intención de liderar a los Warriors a la victoria cada noche, vio pronto que las cosas no fucionaban así en Golden State. Aun así, el equipo experimentó un notable progreso, pasando de las 21 victorias a las 38. Gilbert había logrado consolidarse en la liga con 18,3 puntos, 4,7 rebotes y 6,3 asistencias. Arenas fue nombrado MVP del Rookie Challenge del All-Star Weekend tras anotar 30 puntos, con 23 en la segunda mitad. A final de temporada, fue galardonado con el premio al Jugador con mayor Progresión, por delante de Chauncey Billups y Tony Parker.
Tras esa temporada, pasó a ser uno de los agentes libres más codiciados de la NBA. Firmó por Washington Wizards, al parecer después de negociar con varios equipos, como Los Angeles Clippers o los propios Warriors.

#### Washington Wizards

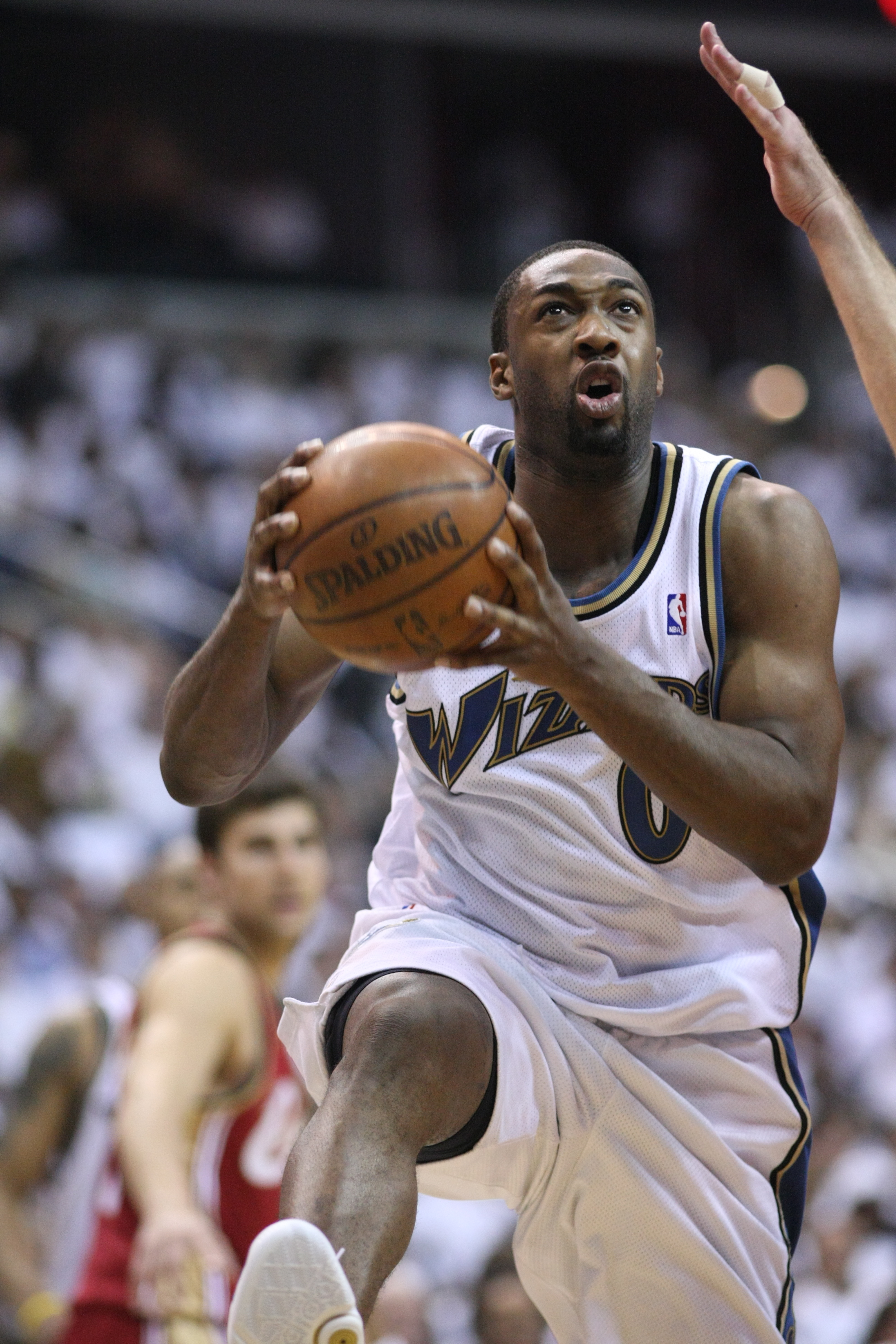
Arenas llegó a los Wizards en 2003.

Los Wizards presentaron la mejor oferta, seis años y 65 millones de dólares. Tras la era Jordan, el equipo encontró nuevo entrenador, Eddie Jordan, y nuevo General Mánager, Ernie Grunfeld, cuya intención era reconstruir el equipo en torno a Arenas. Alí se encontró de nuevo con Larry Hughes.
En su primera temporada en Washington, Arenas se perdió 27 partidos por culpa de una lesión abdominal. En lo 55 partidos que disputó lideró al equipo en puntos, con 19,6, y en asistencias, con 5,2. Además, firmó tres triples-dobles durante la temporada. El más sonoro ante Chicago Bulls con 21 puntos, 12 rebotes y 13 asistencias. Su mejor partido en anotación lo consiguió ante Orlando Magic con 40 puntos. A Los Angeles Lakers le anotó 8 triples en un encuentro, igualando el récord de la franquicia. Washington acabó con un pobre balance de 25-57.
Sin embargo, disfrutó de gran éxito en la temporada 2004-05, su segunda en Washington. Junto con Larry Hughes (22 puntos por partido), se convirtieron en el mejor dúo base-escolta en anotación. Pero más decisiva fue la llegada de Antawn Jamison. Arenas y Jamison se convirtieron en los primeros jugadores de Washington, desde Jeff Malone y Moses Malone en 1987, en participar en un mismo All-Star. Gilbert anotó 7 puntos. Fue el líder del equipo durante la temporada en puntos con 25,5 de media, además de 4,7 rebotes y 5,1 asistencias. Superó su récord en puntos con 44 frente a Philadelphia 76ers, además de pasar en 6 ocasiones de los 40 puntos. Arenas dirigió al equipo a una temporada de 45 victorias y a sus primeros playoffs desde 1997.
En el quinto partido de la 1.ª ronda de los playoffs de 2005, Arenas anotó un triple desde 16 pies en el último segundo para dar a los Wizards una victoria 112-110 sobre Chicago Bulls. Los Wizards finalmente ganaron la serie. La franquicia no pasaba la 1.ª ronda de playoffs desde hacía más de una década. Sin embargo, el equipo cayó en Semifinales de Conferencia frente a Miami Heat por 4-0.

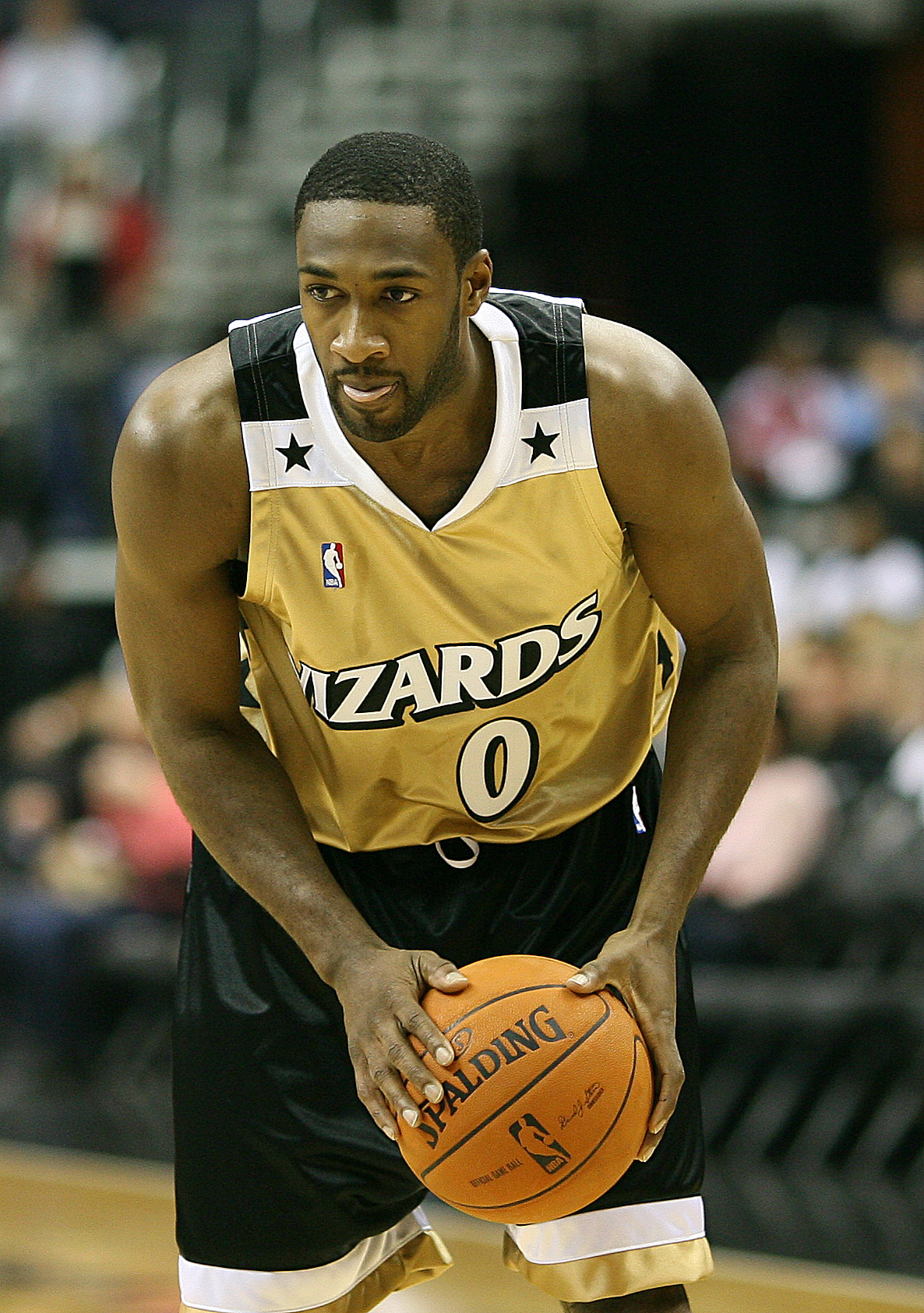
Arenas en un partido ante Cleveland Cavaliers.

En la temporada 2005-06 promedió 29,3 puntos (ocupando el cuarto lugar en la clasificación de anotadores de la liga), 3,5 rebotes 6,1 asistencias y 2 robos (también el cuarto de la liga). El promedio de Arenas es el segundo mejor en la historia de la franquicia, solo por detrás de los 31,6 que en la temporada 1961-62 firmara Walt Bellamy. A pesar de sus logros, ni los aficionados ni los entrenadores seleccionaron a Arenas para el All-Star Game de 2006, pero pudo estar presente debido a la lesión del ala-pívot de Indiana Pacers Jermaine O'Neal. Al final de la temporada, Antawn Jamison, Caron Butler y Arenas, acabaron como el trío más anotador de la liga, al igual que el pasado año, con la salvedad de que Hughes lo hizo en lugar de Butler. Arenas también participó en el concurso de triples de la NBA, donde quedó segundo por detrás de Dirk Nowitzki. Los Wizards se eliminaron en 1.ª ronda frente a Cleveland Cavaliers, equipo que también eliminaría a Washington en los dos años siguientes. Al finalizar la temporada, Arenas comentó que estaría dispuesto a reducir su contrato con los Wizards para que tuvieran más límite salarial y firmar así agentes libres disponibles. Su expreso deseo era ganar un anillo con los Wizards.
Durante la temporada 2006-07, Arenas se confirmó como una verdadera amenaza en los finales de partido. El 10 de enero de 2007, Arenas consiguió un triple desde 32 pies sobre la bocina para ganar el partido contra Milwaukee Bucks, dando la victoria a su equipo. Dos semanas después, en el día de Martin Luther King, consiguió otro triple ganador para derrotar a Utah Jazz en el Verizon Center. También consiguió una canasta ganadora bajo la bocina para ganar a Seattle SuperSonics.
El 17 de diciembre de 2006, en el Staples Center frente a Los Angeles Lakers, Arenas hizo historia al conseguir 60 puntos (mejor marca personal y de la franquicia), 16 de ellos en la prórroga para establecer un récord de la NBA de puntos en un período de prórroga, superando el récord de Earl Boykins por un punto. Washington derrotó a los Lakers 147-141. El anterior récord estaba en poder de Earl Monroe con 56 puntos, logrados en 1968 en un encuentro también con prórroga y contra Los Angeles Lakers. Frente a Phoenix Suns hizo 54 puntos y ante Utah Jazz consiguió 51 puntos.
Arenas fue de nuevo elegido para disputar su tercer All-Star consecutivo, en el que anotó 8 puntos, y fue nombrado Jugador de la Conferencia Este durante el mes de diciembre. Gilbert promedió 28,4 puntos (tercero de la liga), 4,6 rebotes y 6 asistencias. Se perdió los últimos ocho partidos para ser operado del menisco de la rodilla izquierda. Arenas se convirtió en el primer jugador en la historia de la liga en liderar los apartados de tiros libres y triples anotados en una temporada. Los Wizards volvieron a caer 4-0 ante los Cavs en playoffs.
Gilbert completó su mejor temporada con su convocatoria con la selección de baloncesto de Estados Unidos para el Mundial de Baloncesto de 2006 en Japón. Sin embargo, el Director Gerente Jerry Colangelo y el asistente Mike D'Antoni, nombraron una lesión de Arenas para que no jugase en el equipo.
En la temporada 2007-08, Arenas se perdió 69 partidos debido a una lesión de rodilla y a las precauciones que con ella se tomaron. En esos 19 partidos que disputó promedió 19,4 puntos, 3,9 rebotes y 5,1 asistencias. Jugó de titular los ocho primeros encuentros, pero tras su regreso, 66 partidos después, salió desde el banquillo en los cinco encuentros restantes que disputó. Los Cavaliers volvieron a ser los vérdugos de los Wizards, y los eliminaron 4-2. Durante el verano, Arenas firmó un contrato de seis años y 111 millones de dólares con los Wizards.
La historia se repitió en la temporada 2008-09. Arenas no jugó en toda la campaña debido a una lesión en la rodilla que requirió tres operaciones en un período de 18 meses, lo cual también significó que el tres veces All-Star no jugara aún desde que firmase su nuevo contrato.
Un buen gesto de Gilbert Arenas fue rebajarse el nuevo contrato firmado por los Washington Wizards para así obtener margen salarial, con el fin de renovar a su compañero y amigo Antawn Jamison.
En la temporada 2010-11, tras su sanción, vuelve a los Wizards pero para esta temporada deja su número 0, y lo cambia por el 9, esta temporada esta llena de incógnitas ya que los dirigentes no saben si podría jugar al lado del rookie John Wall, futuro de la franquicia, y los Wizards han pretendido dejar atrás la época de Gilbert Arenas, pero su elevado contrato imposibilita ser cortado.

#### Orlando Magic
El 18 de diciembre de 2010 es traspasado a los Orlando Magic a cambio de Rashard Lewis. Arenas eligió llevar el dorsal #1 en honor a Penny Hardaway, siendo el segundo base, por detrás del titular Jameer Nelson. Los Magic acabaron con un récord de 52–30, como cuartos de la Conferencia Este, pero perdieron en primera ronda ante los Atlanta Hawks (2-4).
El 9 de diciembre de 2011, al término de la huelga de la NBA de 2011, los Magic ejercieron la cláusula de amnistía para cortar a Arenas, siendo el primer jugador en ser cortado bajo esta nueva circunstancia.

#### Memphis Grizzlies
Tras el lock-out Gilbert se quedó sin equipo hasta que el 20 de marzo de 2012 firma por los Memphis Grizzlies por 200.000 dólares para lo que resta de temporada. Pese a probar días anteriores con equipos como Los Angeles Lakers o Golden State Warriors finalmente los Grizzlies de Memphis apostaron por el "Agent Zero"
A pesar de no tener un papel protagonista y de no disputar excesivos minutos, e incluso de no haber disputado ningún partido oficial desde hace dos años, Gilbert Arenas no decepcionó en el ámbito de asistencias, aunque a nivel anotador, fue discreto.

### CBA

#### Shanghai Sharks
El 19 de noviembre de 2012, Arenas firma con los Shanghai Sharks de la Liga China (CBA). En su primera temporada promedió 20,7 puntos, 7,3 rebotes y 3 asistencias por partido. Sin embargo, los Sharks finalizaron con un récord de 10–22 y no llegaron a playoffs.
| Año     | Equipo   | PJ | PT | MPP  | %TC  | %3P  | %TL  | RPP | APP | ROB | TPP | PPP  |
| ------- | -------- | -- | -- | ---- | ---- | ---- | ---- | --- | --- | --- | --- | ---- |
| 2012–13 | Shanghai | 14 | 13 | 31.1 | .512 | .411 | .820 | 7.9 | 6.8 | .8  | .1  | 24.9 |

## Estadísticas de su carrera en la NBA

### Temporada regular
| Año      | Equipo       | PJ  | PT  | MPP  | %TC  | %3P  | %TL  | RPP | APP  | ROB | TPP | PPP  |
| -------- | ------------ | --- | --- | ---- | ---- | ---- | ---- | --- | ---- | --- | --- | ---- |
| 2001–02  | Golden State | 47  | 30  | 24.6 | .453 | .345 | .775 | 2.8 | 3.7  | 1.5 | .2  | 10.9 |
| 2002–03  | Golden State | 82  | 82  | 35.0 | .431 | .348 | .791 | 4.7 | 6.3  | 1.5 | .2  | 18.3 |
| 2003–04  | Washington   | 55  | 52  | 37.6 | .392 | .375 | .748 | 4.6 | 5.0  | 1.9 | .2  | 19.6 |
| 2004–05  | Washington   | 80  | 80  | 40.9 | .431 | .365 | .814 | 4.7 | 5.1  | 1.7 | .3  | 25.5 |
| 2005–06  | Washington   | 80  | 80  | 42.3 | .447 | .369 | .820 | 3.5 | 6.1  | 2.0 | .3  | 29.3 |
| 2006–07  | Washington   | 74  | 73  | 39.8 | .418 | .351 | .844 | 4.6 | 6.0  | 1.9 | .2  | 28.4 |
| 2007–08  | Washington   | 13  | 8   | 32.7 | .398 | .282 | .771 | 3.9 | 5.1  | 1.8 | .1  | 19.4 |
| 2008–09  | Washington   | 2   | 2   | 31.5 | .261 | .286 | .750 | 4.5 | 10.0 | .0  | .5  | 13.0 |
| 2009–10  | Washington   | 32  | 32  | 36.5 | .411 | .348 | .739 | 4.2 | 7.2  | 1.3 | .3  | 22.6 |
| 2010–11  | Washington   | 21  | 14  | 34.6 | .394 | .324 | .836 | 3.3 | 5.6  | 1.4 | .6  | 17.3 |
| 2010–11  | Orlando      | 49  | 2   | 21.6 | .344 | .275 | .744 | 2.4 | 3.2  | .9  | .2  | 8.0  |
| 2011–12  | Memphis      | 17  | 0   | 12.4 | .406 | .333 | .700 | 1.1 | 1.1  | .6  | .1  | 4.2  |
| Total    | Total        | 552 | 455 | 35.0 | .421 | .351 | .803 | 3.9 | 5.3  | 1.6 | .2  | 20.7 |
| All-Star | All-Star     | 3   | 1   | 15.0 | .261 | .250 | .500 | 1.0 | 2.3  | 1.0 | .0  | 5.3  |

### Playoffs
| Año   | Equipo     | PJ | PT | MPP  | %TC  | %3P  | %TL  | RPP | APP | ROB | TPP | PPP  |
| ----- | ---------- | -- | -- | ---- | ---- | ---- | ---- | --- | --- | --- | --- | ---- |
| 2005  | Washington | 10 | 10 | 45.0 | .376 | .234 | .766 | 5.2 | 6.2 | 2.1 | .6  | 23.6 |
| 2006  | Washington | 6  | 6  | 47.3 | .464 | .435 | .771 | 5.5 | 5.3 | 2.2 | .7  | 34.0 |
| 2008  | Washington | 4  | 2  | 23.5 | .389 | .417 | .833 | 1.8 | 2.8 | .5  | .0  | 10.8 |
| 2011  | Orlando    | 5  | 0  | 16.2 | .429 | .250 | .667 | 2.8 | 2.4 | .2  | .2  | 8.6  |
| 2012  | Memphis    | 6  | 0  | 3.8  | .250 | .000 | .000 | .2  | .2  | .0  | .0  | .7   |
| Total | Total      | 31 | 18 | 30.1 | .410 | .305 | .769 | 3.5 | 3.8 | 1.2 | .4  | 17.1 |

## Galardones y logros
- 3 veces All-Star (2005, 2006, 2007)
  - MVP del Rookie Challenge (2003)
- Jugador Más Mejorado (2003)
- 2.º quinteto de la NBA (2007)
- 3.er quinteto de la NBA (2005, 2006)

### Partidos ganados sobre la bocina
|      | con Washington Wizards       |
| (PO) | Denota un partido de PlayOff |

| Número | Tiro               | Margen | Resultado | Oponente            | Fecha               |
| ------ | ------------------ | ------ | --------- | ------------------- | ------------------- |
| 1      | Tiro de tres       | Empate | 83-80     | Philadelphia 76ers  | 9 de abril de 2004  |
| 2 (PO) | Tiro en suspensión | Empate | 112-110   | Chicago Bulls       | 4 de mayo de 2005   |
| 3      | Tiro de tres       | Empate | 105-108   | Milwaukee Bucks     | 3 de enero de 2007  |
| 4      | Tiro de tres       | Empate | 111-114   | Utah Jazz           | 15 de enero de 2007 |
| 5      | Tiro en suspensión | Empate | 108-106   | Seattle SuperSonics | 21 de marzo de 2007 |

## Vida personal
Infancia
Su madre quedó embarazada cuando apenas era una adolescente que no se encontraba preparada para la maternidad. Intentó criar a Gilbert ella misma en Miami, pero empezó a moverse en ambientes indeseables que le llevaron a tener problemas con la policía. Cuando las autoridades tuvieron conocimiento de la difícil situación del pequeño, hicieron arreglos para llevarle a un lugar de acogida para cubrir sus necesidades básicas. Gilbert Arenas Sr. tuvo que responder del niño como padre biológico que era y asumió su custodia, que por entonces tenía dos años de edad. Pasaron 20 años hasta que pudo volver a ver a su madre.
Gilbert Sr. fue jugador de fútbol americano en la universidad, sin embargo, una lesión en una pierna lo apartó de su sueño. Después de esto hizo sus pinitos en la pequeña pantalla, apareciendo en los dos primeros episodios de Miami Vice. Tras esto se mudó con Arenas a Los Ángeles para ir más allá en su carrera como actor. Hicieron la travesía en su Mazda RX-7. Cuando llegó a Hollywood, descubrió que el alquiler estaba más caro que en Miami, y que superaba lo que había ahorrado. De modo que pasaron tres noches durmiendo en el coche antes de encontrar una Asociación Cristiana de Jóvenes en donde consiguió una habitación.
Su padre consiguió trabajo en Los Ángeles de la manera más inesperada y curiosa. En una entrevista para trabajar en una tienda de muebles, el pequeño Gilbert impresionó pasándose el balón por debajo de las piernas mientras esperaba a su padre. Esto llamó la atención del jefe, un fanático del baloncesto, y le concedió el trabajo a Arenas Sr. Pese a eso, Arenas padre no desistió en su idea de trabajar en el mundo del cine o de la televisión, y logró algunos pequeños papeles en películas, programas de televisión y anuncios. Una de las anécdotas más curiosas que le sucedió a Gilbert tiene como origen el mundo del cine con el que soñaba su padre. Un día, Gilbert llevó a un amigo a su casa, y su padre lanzó un "Kick his ass" (patea su culo), por lo que Gilbert tuvo que explicarle a su compañero que su padre estaba practicando para una escena de la película de Jean-Claude Van Damme, Lionheart.
Al mismo tiempo Gilbert se estaba convirtiendo en uno de los gamberros del barrio, rompiendo ventanas, abriendo coches y metiéndose en diferentes problemas. Odiaba estar solo en la casa y no encontraba como canalizar toda su energía. En la escuela logró calmarse y ganarse a los profesores con su sentido del humor. A la edad de 11 años, cambió el fútbol americano callejero por el baloncesto como su principal entretenimiento, dedicándole todo su tiempo, incluso por la noche, cuando su padre trabajaba. Arenas Sr. tenía varios amigos que no le perdían ojo a su hijo cuando este jugaba en la calle, para tenerle alejado de los problemas.
Cuando los Arenas pasaban tiempo juntos, solían enfrentarse entre ellos en un uno contra uno. En uno de esos partidos, se dislocó un dedo jugando con su padre.
Gilbert Sr. entrenaba un equipo de la liga del playground. Arenas jugaba en el equipo entrenado por su padre, donde compartía el juego con chicos mayores que él. Arenas apenas jugaba y su padre le intentaba convencer de que lo importante era la victoria. Arenas salió del equipo, se buscó otro y cuando se enfrentó a su padre le hizo 15 puntos.
Relaciones
Tiene cuatro hijos con Laura Govan, con la que mantuvo una relación desde 2002 a 2014.
En julio de 2024 anunció su compromiso con la influencer francesa Melli Monaco y la pareja se casó el 20 de enero de 2025.
Tanto su hijo Alijah, como su hija Izela, son jugadores de baloncesto universitario. Alijah sufrió un grave accidente de coche en abril de 2025 que puso en peligro su vida y su carrera deportiva universitaria.
Incidentes con armas de fuego
El 24 de diciembre de 2009 se informó que había admitido que guardaba armas de fuego descargadas en su taquilla del Verizon Center y las había entregado a la seguridad del equipo. Con ello, no sólo infringió las normas de la NBA que prohíben introducir armas de fuego en un estadio, sino también las ordenanzas del distrito de Columbia. El 1 de enero de 2010 también se informó de que él y su compañero de equipo Javaris Crittenton se habían encañonado mutuamente en el vestuario de los Wizards durante una discusión por deudas de juego. La policía del departamento de Columbia y la Fiscalía del Estado comenzaron a investigar, y el 14 de enero fue acusado de llevar una pistola sin licencia, una violación de las leyes de control de armas de Washington D. C. El 15 de enero se declaró culpable del delito grave de llevar una pistola sin licencia fuera de un domicilio o negocio.
El 6 de enero de 2010, día en el que cumplía 28 años, la NBA le suspendió indefinidamente sin sueldo hasta que concluyera la investigación. Según casi todas las versiones, la liga se sintió obligada a actuar cuando sus compañeros le rodearon durante las presentaciones previas a un partido ante Philadelphia 76ers, y él fingió dispararles con pistolas hechas con sus dedos. El Comisionado de la NBA, David Stern, dijo en un comunicado que el comportamiento de Arenas tras el inicio de la investigación «me ha llevado a concluir que actualmente no está en condiciones de saltar a la cancha en un partido de la NBA.» También dijo que probablemente se enfrentaba a una larga suspensión. Días después, el 27 de enero, ambos jugadores fueron suspendidos por el resto de la temporada. El 26 de marzo fue declarado culpable de sus delitos y condenado a dos años de libertad condicional y 30 días en un centro de reinserción social. Cumplió su condena en el centro del 9 de abril al 7 de mayo de 2010.
El 27 de junio de 2013 fue arrestado por el Departamento de Policía de Los Ángeles por posesión de fuegos artificiales ilegales.
Apuesta ilegales
El 30 de julio de 2025 fue arrestado tras ser acusado de un delito federal por dirigir una red ilegal de apuestas en su mansión de Los Ángeles.